# Etlingera loroglossa
Etlingera loroglossa är en enhjärtbladig växtart som först beskrevs av François Gagnepain, och fick sitt nu gällande namn av Rosemary Margaret Smith. Etlingera loroglossa ingår i släktet Etlingera och familjen Zingiberaceae.
Artens utbredningsområde är Assam (Indien). Inga underarter finns listade i Catalogue of Life.